# The Legend of Zelda: A Link to the Past
The Legend of Zelda: A Link to the Past, conocido en Japón como Zelda no Densetsu: Kamigami no Triforce (ゼルダの伝説 神々のトライフォース Zeruda no Densetsu: Kamigami no Toraifōsu?, tdl. 'La Leyenda de Zelda: La Trifuerza de las Diosas'), también conocido como Zelda 3 y Zelda III, es un juego de acción y aventuras desarrollado y publicado por Nintendo para la consola Super Nintendo Entertainment System y años después a la Game Boy Advance junto a The Legend of Zelda: Four Swords, siendo lanzado el 3 de diciembre del 2002, siendo la tercera entrega de la saga de videojuegos The Legend of Zelda.
Fue lanzado en Japón el 21 de noviembre de 1991, en Norteamérica el 13 de abril de 1992 y en Europa en septiembre del 1992. El proyecto fue liderado por Shigeru Miyamoto y su equipo. Es el único juego de la saga The Legend of Zelda lanzado para la SNES. Está aclamado por crítica y público como uno de los mejores juegos de Nintendo y uno de los mejores de todos los tiempos, aparte de ser reconocido como una de las mejores entregas de la serie.
El juego incluye muchas de las características que a día de hoy siguen vigentes en la sucesivas secuelas de esta franquicia, como las mazmorras multinivel, entornos dinámicos (mundos de luz y oscuridad), y artículos como la Espada Maestra y el Gancho Lanzable.

## Argumento

### Personajes
- Link: El héroe de la historia. Es un preadolescente, que vive en lado sur del castillo de Hyrule con su tío. A lo largo del juego, él va adquiriendo armas, habilidades y poderes que le permiten ir avanzando en su aventura. Cuando él llega por primera vez al Mundo Oscuro, su apariencia se transforma a la de un conejo rosado.[4]
- Princesa Zelda: La damisela en apuros. Es descendiente de los Siete Sabios y princesa heredera al trono del reino de Hyrule, y es quien se encuentra prisionera en el castillo del reino, lugar al que Link debe acudir para rescatarla.[4]
- Agahnim: Es un hechicero que busca liberar al malvado príncipe Ganon de su prisión en el Reino Sagrado —ahora transformado en el Mundo Oscuro—. Para lograrlo, secuestró a la princesa Zelda, con el fin de que ella le revele la ubicación del artefacto legendario de la Trifuerza.[4]
- Sahasrahla: Es un descendiente de los encargados de forjar la Espada Maestra, un arma poderosa que es capaz de repeler el mal. Ayuda a Link durante su aventura dándole consejos y pistas sobre qué hacer en ciertos puntos del juego.[4][5]

### Trama
A Link to the Past es una precuela del original The Legend of Zelda y Zelda II: The Adventure of Link, y dentro de la cronología oficial se encuentra el primer juego de la línea de tiempo "Hero is Defeated" (El héroe es derrotado) que conecta con un escenario de realidad alternativa en el que el Hero of Time no tiene éxito en Ocarina of Time. Esto resulta en que Ganon sea encarcelado en el Reino Sagrado en su forma de Bestia Oscura por desesperación. Habiendo reunido con éxito las tres piezas de la trifuerza, los malos deseos de Ganon han transformado el reino en el Reino Oscuro.
Al comienzo del juego, Link, el último descendiente de los Caballeros de Hyrule, es despertado por un mensaje telepático de la Princesa Zelda, quien dice que ha sido encerrada en el calabozo del Castillo de Hyrule. Cuando el mensaje se cierra, Link encuentra a su tío listo para rescatar a Zelda y le dice a Link que se quede en la cama. Sin embargo, después de que su tío se va, Link ignora sus órdenes y lo sigue a través de la noche lluviosa hasta las mazmorras bajo el Castillo de Hyrule. Cuando llega, encuentra a su tío herido de muerte, y se le dice que rescate a la Princesa Zelda, recibiendo su espada y escudo antes de morir poco después. Link navega por el castillo y rescata a Zelda de su prisión, y los dos escapan por un pasadizo secreto a las alcantarillas que conduce a un santuario.
El sacerdote cuenta a Link en el santuario que Agahnim, un mago que ha usurpado el trono y embrujado a los soldados del rey, está planeando romper un sello hecho hace cientos de años por los Siete Sabios para encarcelar al mago oscuro Ganon en el Mundo Oscuro, que era conocido como el Reino Sagrado antes de que Ganon, entonces conocido como Ganondorf, lo invadiera, obtuviera la Trifuerza y usara su poder para envolver el reino en la oscuridad. Agahnim tiene la intención de romper el sello enviando a los descendientes de los Siete Sabios al Mundo Oscuro. Lo único que puede derrotar a Agahnim es la Espada Maestra, una espada forjada para luchar contra el mal que sólo puede ser empuñada por el héroe elegido. Para demostrar que es digno de blandirlo, Link necesita tres colgantes mágicos, que representan las virtudes del Valor, la Sabiduría y el Poder, escondidos en mazmorras custodiadas por míticos defensores. En su camino para recuperar el primero, conoce a un anciano, Sahasrahla, que se convierte en su mentor. Después de recuperar los colgantes, Link los lleva al lugar de descanso de la Espada Maestra. Mientras Link saca la espada de su pedestal, Zelda lo llama telepáticamente al Santuario, informándole que han llegado soldados del Castillo de Hyrule. Link llega al Santuario momentos después de que los soldados han abandonado el lugar, donde se entera por el sacerdote moribundo de que Zelda ha sido llevado al Castillo de Hyrule. Link va a rescatarla pero llega demasiado tarde; Agahnim envía a Zelda al mundo oscuro. Link entonces se enfrenta a Agahnim en batalla y lo derrota, pero se las arregla para usar lo último de su poder para enviar a Link al mundo oscuro también.
Para salvar a Hyrule, Link debe rescatar a las descendientes de los Siete Sabios de las mazmorras dispersas por el Mundo Oscuro, cada uno de ellas custodiada por uno de los esbirros de Ganon. Una vez que las siete doncellas son liberadas, usan su poder para romper la barrera alrededor de la Torre de Ganon, donde Link se enfrenta a un Agahnim reencarnado, que crea dos espectros fantasmales cada uno tan poderoso como él. Después de que Link derrota a Agahnim por segunda vez, Ganon se levanta de su cuerpo, se convierte en un murciélago y vuela. Link persigue a Ganon y lo confronta dentro de la Pirámide de Poder en el centro del Mundo Oscuro. Después de una batalla que resultó en la muerte de Ganon, Link toca la Trifuerza y restaura el Mundo Oscuro y Hyrule a su estado anterior, devuelve a su tío y al sacerdote a la vida, y restaura al padre de Zelda, el verdadero.

## Sistema de juego
En vez de utilizar la perspectiva de desplazamiento lateral que presentó Zelda II: The Adventure of Link, A Link to the Past regresa a una perspectiva aérea similar al del juego original. Si bien el juego utiliza una mecánica y conceptos propios del primer Zelda, también incluyó nuevos elementos e innovaciones para la serie en general. Por ejemplo, las flechas ahora resultan en objetos separados, al igual que las bombas en el original, en vez de gastar una rupia por cada una que se disparaba. Sin embargo, A Link to the Past también toma prestados conceptos propios de The Adventure of Link, tales como el medidor de magia, que se agota cuando se utiliza algún objeto, como por ejemplo la linterna. El control de Link se vuelve más versátil que en los juegos anteriores, pues ahora puede caminar en un eje diagonal y puede correr rápidamente con la ayuda de las «botas de Pegaso». Los ataques que Link puede realizar con su espada se mejoraron, ya que puede blandir su espada de manera lateral y oscilarla horizontalmente, en vez de únicamente ejecutar ataques directos hacia adelante; esto le hace tener un rango de ataque más amplio, además de que facilita la mecánica de combate y la vuelve más sencilla. Link tiende a blandir su espada por defecto en los demás títulos posteriores de Zelda, aunque también puede efectuar estocadas frontales en los juegos en los que aparece renderizado con gráficos en 3D.
Varios objetos y técnicas que se usaron en posteriores entregas se introdujeron en A Link to the Past, tales como el gancho, la Espada Maestra —una espada que es en un punto focal de la mayoría de juegos de la serie—, el ataque giratorio, la flauta —aunque su ícono en realidad se asemeje el de una ocarina— y las «botas de Pegaso», entre otras. Los «contenedores de corazón», que aumentan la salud máxima del jugador y están presentes en los dos juegos anteriores, ahora se presentan como «piezas de corazón»; es decir, un contenedor ahora está dividido y es necesario reunir cuatro de estas piezas para obtener un nuevo contenedor de corazón. La mayor parte de ellos están ocultos, lo que agrega una mayor jugabilidad al título. Todas las mazmorras son de «multi-nivel»; en otras palabras, los calabozos y niveles están diseñados de manera que Link deba explorar entre pisos y cuartos interconectados, en los que a veces tenga que dejarse caer entre agujeros para así aterrizar en pisos inferiores que de alguna otra forma, serían imposibles de acceder.
A Link to the Past presenta la primera aparición de lo que posteriormente se convertiría en una de los elementos más recurrentes en Zelda: la existencia de dos mundos paralelos entre los que el jugador debe viajar para completar juego. El primero es el «Mundo de la Luz», este es el Hyrule ordinario donde Link creció con su tío. El segundo, es lo que alguna vez fue el Reino Sagrado, pero se convirtió en el «Mundo Oscuro» cuando Ganon logró conseguir la Trifuerza. Este es una versión corrupta de Hyrule, el agua es de color verdoso oscuro y de tono desagradable, el pasto parece estar muerto, los cráneos reemplazan a las piedras y los jarrones, y los árboles parecen tener un rostro malvado. Las personas se convierten en otras criaturas en dicho mundo; por ejemplo, Link se convierte en un conejo rosado cada vez que entra a él, pero se puede prevenir esta transformación teniendo en su poder la «Perla de la Luna». Cada lugar en el Mundo de la Luz corresponde a uno semejante en el Mundo Oscuro, generalmente con características físicas similares, pero de características opuestas —por ejemplo, un desierto ubicado en el oeste del Mundo de la Luz corresponde a un pantano en el Mundo Oscuro y en el mismo lugar, o un pueblo tranquilo en el Mundo de la Luz corresponde a una ciudad de ladrones en ruinas en el Mundo Oscuro—.
Link puede viajar desde el Mundo Oscuro al Mundo de la Luz en casi cualquier lugar del supramundo (del inglés: overworld), mediante el uso de un objeto llamado «Espejo Mágico». También puede regresar al Mundo Oscuro desde el mismo lugar en el que reapareció en el Mundo de la Luz a través de un portal que dura cierto tiempo, ubicándose en el lugar exacto donde regresa al Mundo de la Luz. Sin embargo, si el portal desaparece Link debe utilizar otros portales que están ocultos a lo largo y ancho del Mundo de la Luz, para así regresar al Mundo Oscuro. Esta dinámica permite una gran variedad de acertijos entre los Mundos de la Luz y la Oscuridad, pues de esta manera el jugador debe analizar qué áreas son accesibles desde uno de los mundos y transportarse al otro, con el fin de acceder a lugares que no se pueden llegar de otra manera.

## Desarrollo
| Realizador                | Yoichi Yamada                                                                  |
| Programadores             | Daiki Iwamoto Kōichi Kawamoto Naoki Koga Yasunari Soejima Taiju Suziki (audio) |
| Productor ejecutivo       | Hiroshi Yamauchi (SNES) Satoru Iwata (GBA)                                     |
| Supervisor                | Minoru Narita                                                                  |
| Música                    | Kōji Kondō                                                                     |
| Productores               | Takashi Tezuka Shigeru Miyamoto Yoshiki Okamoto                                |
| Guion                     | Kensuke Tanabe                                                                 |
| Programadores principales | Kazuaki Morita Toshihiko Nakago Yasunari Nishida                               |
| Diseño de texto           | Masahiro Nitta                                                                 |
| Referencias               |                                                                                |

Durante 1988, Nintendo en un principio pensó que The Legend of Zelda: A Link to the Past sería un nuevo juego para la Nintendo Entertainment System, pero un año después se abandonó la idea, y se sugirió que el juego saldría para su sucesora: la Super Famicom —conocida así en Japón— o Super Nintendo Entertainment System —para el resto del mundo—. El éxito que generaron las dos anteriores entregas de Zelda, permitió que Nintendo invirtiera una cantidad mayor de dinero para su producción, a lo que se le sumó una mayor cantidad de recursos y de un periodo más largo para su desarrollo. En esa época, la mayoría de juegos para SNES tenían 4 Mbit (512 KB) de capacidad. Este juego rompió la tendencia que abundaba en la industria y en su lugar Nintendo usó un cartucho de 8 Mbit (1 MB), permitiendo al equipo de desarrollo crear un extenso mundo para que Link lo pudiera explorar. El juego también innovó un método simple de compresión de gráficos para la SNES, limitando la profundidad del color de varios bloques a 8 colores en lugar de los 16 propios de la consola, algo parecido a lo que hicieron para Super Mario World. Los bloques se descomprimían durante el tiempo de ejecución acarreando simplemente un bit a cada índice de color del píxel. Con el fin de salvar espacio en la memoria, se utilizó una técnica de superposición, con lo que se evitaba generar una duplicación innecesaria en el archivo del juego. Para ello el Mundo Luminoso y el Mundo Oscuro resultaban casi idénticos entre sí respecto a su organización y diseño, puesto que lo único que variaba entre ambos eran sus colores; por ende, el Mundo Oscuro existe en la ROM del cartucho como una «sobreexposición de tono» del Mundo Luminoso.
Kensuke Tanabe, quien en ese entonces apenas ingresaba a Nintendo, fue el encargado de redactar el guion para el juego, mientras que Yoshiaki Koizumi se encargó de escribir el trasfondo y contexto del argumento que se encuentra explicado en el manual de instrucciones. La versión traducida al inglés difirió en bastantes aspectos con relación al título original japonés. La diferencia más evidente entre ambos, fue la retirada de iconografía religiosa, con el fin de seguir las lineamientos de Nintendo de América, ya que estas prohíben que los juegos muestren este tipo de elementos. Como consecuencia, se cambió del subtítulo del juego, pues de llamarse Kamigami no Triforce (神々のトライフォース lit. «La trifuerza de los dioses»?) pasó a ser A Link to the Past. El «Santuario», lugar donde Zelda se oculta durante el primer acto del juego, posee una reminiscencia a una capilla católica, pues en su interior hay filas de bancos, vitrales, un presbiterio elevado y un altar, pero que no contiene símbolos religiosos evidentes; además, el diálogo de los personajes se acortó con el fin de remover cualquier tipo de referencia religiosa. Para el diseño del tipo de letra que se usó para escribir el hyliano, un idioma ilegible, se utilizó en un inicio la imagen de un buitre y el símbolo egipcio del ankh. Ambos diseños tienen como base los jeroglíficos egipcios, los cuales tienen connotaciones religiosas; sin embargo, en la versión americana, estos se modificaron. Durante el proceso de localización se cambiaron detalles de la trama original, en especial los narrados en el manual de instrucciones. Por ejemplo, el rol de Agahnim pasó de ser un sacerdote a un hechicero, lo que cambió también su pasado, el cual implicaba que él fue enviado por los dioses, pero se alteró con el fin de eliminar cualquier origen divino.

### Música
Koji Kondo fue el encargado de componer la banda sonora del juego. El famoso tema original de Legend of Zelda o la «Overtura de Hyrule», apareció en A Link to the Past gracias a la ayuda de la tecnología SPC700 con la que contaba la SNES. Dicho tema se escucha cuando el jugador está en el Mundo Luminoso así como en los créditos finales. A Link to the Past implementó muchos de los elementos musicales que aparecerían en los posteriores juegos de Zelda. Si bien el primer juego de la serie originó el tema central de la serie, la «Overtura de Hyrule», otras melodías clásicas de Zelda provienen justamente de este título, entre las que destacan «Zelda's Lullaby» —tema de la Princesa Zelda—, «Ganondorf's Theme», «Hyrule Castle» —tema de la Familia Real—, «Kakariko Village» y el tema de «Pantalla de selección/Fairy Cave».
La banda sonora de A Link to the Past, titulada The Legend of Zelda: Sound and Drama solamente se ha publicado de forma exclusiva en Japón, contando con dos discos. El primer disco, de 44 minutos de duración, incluye los 28 temas originales del juego con versiones especiales de algunos de ellos, como bonus tracks o canciones especiales. El segundo disco, de 54 minutos de duración, incluye los temas originales para el juego así como de la primera entrega de la saga, The Legend of Zelda de la NES.
| Disco 1 |                                                |          |  |
| N.º     | Título                                         | Duración |  |
| 1.      | «Overworld»                                    | 2:53     |  |
| 2.      | «Theme of the Guessing-Game House»             | 3:26     |  |
| 3.      | «Sanctuary Dungeon»                            | 3:23     |  |
| 4.      | «Hyrule Castle»                                | 3:03     |  |
| 5.      | «Forest Theme»                                 | 3:43     |  |
| 6.      | «Dark Overworld»                               | 2:51     |  |
| 7.      | «The Goddess Appears»                          | 4:15     |  |
| 8.      | «Kakariko Village»                             | 3:24     |  |
| 9.      | «Sound Drama Two People: Introductory Chapter» | 17:11    |  |

| Disco 2 |                                                  |          |  |
| N.º     | Título                                           | Duración |  |
| 1.      | «Title»                                          | 2:00     |  |
| 2.      | «Overworld»                                      | 1:45     |  |
| 3.      | «Underworld»                                     | 1:04     |  |
| 4.      | «Death Mountain»                                 | 1:38     |  |
| 5.      | «Get Treasure Fanfare»                           | 0:05     |  |
| 6.      | «Get Triforce Fanfare»                           | 0:11     |  |
| 7.      | «Finally, Ganon Appears and is Defeated Fanfare» | 0:06     |  |
| 8.      | «Zelda is Rescued Fanfare»                       | 0:09     |  |
| 9.      | «Game Over»                                      | 0:38     |  |
| 10.     | «Ending»                                         | 2:28     |  |
| 11.     | «Title»                                          | 0:19     |  |
| 12.     | «Opening Demo»                                   | 2:02     |  |
| 13.     | «Time of the Falling Rain»                       | 1:10     |  |
| 14.     | «Overworld»                                      | 1:07     |  |
| 15.     | «Kakariko Village»                               | 2:12     |  |
| 16.     | «Forest»                                         | 0:56     |  |
| 17.     | «Master Sword Demo»                              | 0:15     |  |
| 18.     | «Turned Into a Rabbit!»                          | 0:57     |  |
| 19.     | «The Soldiers of Kakariko Village»               | 0:43     |  |
| 20.     | «Guessing-Game House»                            | 0:52     |  |
| 21.     | «Select Screen»                                  | 0:54     |  |
| 22.     | «Dark World»                                     | 2:23     |  |
| 23.     | «Dark Mountain Forest»                           | 1:52     |  |
| 24.     | «Hyrule Castle»                                  | 2:55     |  |
| 25.     | «Sanctuary Dungeon»                              | 2:02     |  |
| 26.     | «Cave»                                           | 1:00     |  |
| 27.     | «Church»                                         | 1:34     |  |
| 28.     | «Boss (BGM)»                                     | 0:36     |  |
| 29.     | «Boss Clear Fanfare»                             | 0:13     |  |
| 30.     | «Dark World Dungeon»                             | 1:43     |  |
| 31.     | «Fortune-Telling House»                          | 0:43     |  |
| 32.     | «Princess Zelda's Rescue»                        | 1:33     |  |
| 33.     | «Crystal»                                        | 1:05     |  |
| 34.     | «The Goddess Appears»                            | 0:55     |  |
| 35.     | «Priest»                                         | 1:25     |  |
| 36.     | «The Priest Transforms into Ganon»               | 0:07     |  |
| 37.     | «Ganon's Message»                                | 0:43     |  |
| 38.     | «Battle with Ganon»                              | 1:18     |  |
| 39.     | «Triforce Chamber»                               | 1:35     |  |
| 40.     | «Ending»                                         | 7:46     |  |

## Recepción

### Comercial
A Link to the Past es uno de los juegos más vendidos de la SNES, con 4.61 millones de ejemplares en todo el mundo, y figuró por mucho tiempo en la lista de mejores juegos de Nintendo Power (alcanzando la 2.° en la última edición de la revista): para cuando la lista referida a los títulos de la SNES se descontinuó, A Link to the Past terminó siendo el juego 1.° por más de cinco años consecutivos. Se relanzó el juego en Estados Unidos dentro del catálogo de la Player's Choice, con lo que logró vender al menos un millón de copias en dicho territorio.

### Crítica
Debido a su gráficas y su sistema de juego, A Link to the Past recibió críticas favorables y elogios por parte de la prensa poco después de su lanzamiento, y es considerado asimismo como uno de los «mejores videojuegos de toda la historia». En 2005, el sitio IGN lo incluyó en el 11.° posición de su lista «los 100 mejores juegos», mientras que los lectores lo colocaron en la 5.°. El año siguiente, Entertainment Weekly lo eligió como el «mejor juego de toda la historia». Miembros del equipo editorial de GameFAQs lo consideran como el 4.° mejor juego, mientras los lectores de la revista japonesa Famitsu, durante una encuesta del año 2006, le adjudican la posición 31.° como mejor juego. En la lista de Electronic Gaming Monthly el juego figura como el 3.°, 23.° en la de Game Informer, y 3.° junto con otros 200 títulos en la lista de los «200 mejores juegos» de Nintendo hecha por Nintendo Power. Durante una encuesta de julio de 2007, los lectores de la revista Edge votaron por el juego como el 6.° mejor título, en donde también se evaluaron 100 juegos en total, en tanto que ScrewAttack lo colocó como el 2.° mejor título para SNES, en su «Top 20» para dicha consola. Por su parte GamesRadar considera que A Link to the Past es el 3.° mejor título de la SNES, por debajo de Chrono Trigger (2.°) y Super Metroid (1.°). A su vez, Electronic Gaming Monthly la premió como la mejor secuela lanzada en 1992. También ocupó el 8.° puesto (el 2.° juego más alto de Zelda en la lista) el top de los «100 mejores juegos de Nintendo de todos los tiempos» hecha por la Official Nintendo Magazine. En 2009, Game Informer puso a A Link to the Past como el 12.° mejor juego en su «Top de los 200 mejores juegos de la historia», mencionando que «aún hoy en día retiene su explosividad», que a diferencia del 2001, se encontraba 11 posiciones abajo. Sandy Petersen reseñó el juego para la revista Dragon, en la columna «Eye of the Monitor». Petersen puntuó al título con 5 estrellas de 5.
La versión de Game Boy Advance de A Link to the Past & Four Swords obtuvo críticas favorables y logró vender poco más de 1.81 millones de unidades. IGN elogió la fidelidad con la que el juego se remasterizó en comparación con el original, aunque criticó que el audio no se oía bien, ni tampoco encajaba para la versión portátil, pues comentó que los continuos efectos de sonido resultaban forzados y apesadumbrados. El juego aún mantiene el puesto 1.° de la lista de Metacritic sobre los mejores títulos para Game Boy Advance, lugar que sustenta con un puntaje de 95 sobre 100. Durante 2007, IGN consideró A Link to the Past & Four Swords como el 3.° mejor título para la Game Boy Advance de todos los tiempos. Star Dingo de GamePro lo calificó como una «obra maestra», al igual que «un elemento importante dentro del gran renacimiento de los [videojuegos] de la segunda dimensión». También elogió el supramundo debido a los secretos que alberga para los jugadores, así como sus «peculiares personajes espontáneos», añadiendo de que jugarlo requiere de paciencia y horas de mucha exploración; asimismo, también mencionó que sus gráficas estaban bien diseñadas para dicha consola. Ante ello, comentó que los gráficos se veían como «sprites pulcros», pues consideró que Hyrule se ve «colorido, como un lugar feliz», calificándolo con sarcasmo de «infantil», a lo que remarcó que su estilo visual caricaturesco se sentía «anormal» para una juego de Zelda. Para finalizar su reseña, comentó que los efectos sonoros resultaban «imborrables», aunque señaló que resultaban un poco «desactualizados». Por su parte, UGO Networks comparó a Four Swords con The Legend of Zelda: Oracle of Ages y Oracle of Seasons, lo que le pareció un «ardid bastante astuto». Con ello, comentó que una de las aportaciones más notorias que brindó Four Swords para la industria fue su secuela directa, The Legend of Zelda: The Minish Cap. CNET laureó tanto el lanzamiento original de A Link to the Past así como el sistema multijugador de Four Swords, denominando al primero como «una grandiosa adaptación portátil para uno de los juegos más grandes jamás lanzados para el sistema de 16 bits de Nintendo», en tanto que al segundo se refirió como «una emocionante experiencia multijugador que puede volver a jugarse muchas veces más».

## Legado e impacto
En 1992, la revista Nintendo Power presentó un concurso en el que el ganador aparecería en el siguiente título de The Legend of Zelda. En A Link to the Past es posible encontrar un cuarto secreto que contiene rupias y una nota escrita con muestras de agradecimiento, escrito por un tal Chris Houlihan, quien fue el ganador del mencionado concurso. El cuarto únicamente se puede encontrar por cinco métodos distintos, y se programó como una medida de seguridad ante el colapso repentino del software propio del juego; durante una partida, el programa del juego enviaría a los jugadores a este cuarto oculto cuando este no pudiera determinar por sí mismo a dónde se dirigía Link cuando este pasaba de una zona a otra. En el mensaje se lee: «Me llamo Chris Houlihan. Este es mi cuarto secreto. Mantengámoslo así entre nosotros, ¿quieres?». En aquel tiempo, no había un conocimiento muy difundido en cuanto al cuarto, sino hasta una década después del lanzamiento del juego, así como el incremento de la popularidad de los emuladores para SNES y el auge del internet. La capacidad para acceder al cuarto se removió en The Legend of Zelda: A Link to the Past & Four Swords, aunque aún se podía encontrar en el código de programación del cartucho. La versión de la Consola Virtual para las consolas Wii y Wii U, sí permite el ingreso a este lugar secreto.

## Adaptaciones en otros medios

### Historietas
Una adaptación manga de A Link to the Past, ilustrada por Shotaro Ishinomori, se publicó en la revista Nintendo Power durante todo el año de 1992, compilándose en 12 volúmenes en total. El manga se relanzó en un formato independiente al año siguiente. La trama de esta obra está vagamente basada en el argumento original del juego, presentando diferencias en cuanto al hilo de la historia así como la adición de personajes nuevos. Otros dos mangas salieron a la venta en Japón: uno escrito e ilustrado por Ataru Cagiva entre 1995 y 1996, serializada por parte de la compañía y editorial Enix a través de su revista mensual Monthly GFantasy y después compilada en 3 volúmenes; el segundo es un manga de solo un tomo hecho por el dúo Akira Himekawa, y salió a la venta durante 2005, concurriendo con la misma fecha de lanzamiento de la versión para Game Boy Advance del juego. En esta ocasión, ambos mangas son fieles a la historia del juego, aunque posteriormente incluyeron a un nuevo personaje llamado Ghanti.

## The Legend of Zelda: A Link to the Past y Four Swords
A Link to the Past se relanzó para Game Boy Advance en 2002 en Norteamérica y en 2003 en otros territorios como parte de The Legend of Zelda: A Link to the Past y Four Swords, un esfuerzo de desarrollo colaborativo entre Nintendo y Capcom.
El port de A Link to the Past contiene cambios menores con respecto al original, incluida la adición de clips de voz y otros efectos de sonido tomados de Ocarina of Time y Majora's Mask.
Esta versión de A Link to the Past fue relanzado para el servicio de Nintendo Switch Online, con el cual es posible jugar al modo Four Swords con multijugador en línea.

### Four Swords
Four Swords es una aventura multijugador que interactúa con la aventura para un jugador. Los logros se pueden transferir entre los dos; por ejemplo, si el jugador aprende una nueva técnica de espada, está disponible en ambos modos. Al completar Four Swords, se desbloquea una nueva mazmorra llamada "The Palace of the Four Sword" en A Link to the Past.
En Four Swords, las mazmorras se generan aleatoriamente y se ven afectadas por la cantidad de jugadores. Si solo hay dos jugadores activos, el juego garantiza que todos los acertijos generados no requieran que un tercer o cuarto jugador los resuelva.
La trama de Four Swords gira en torno al mago del viento "Vaati", que escapa de la Four Sword en la que está sellado y captura a la princesa Zelda para casarse con ella. Link usa la Espada Cuádruple para crear tres copias de sí mismo y rescata a Zelda, atrapando a Vaati en la espada una vez más.
En el momento de su lanzamiento, la historia de Four Swords se consideró el punto más antiguo en la línea de tiempo de la serie, en la cronología de la serie, este juego se considera como la continuación de The Legend of Zelda: The Minish Cap, pues varios elementos que se introdujeron en Four Swords aparecieron en Minish Cap, que cuenta la historia de como Link derrotó a Vaati usando la Espada Cuádruple por primera vez.

### Four Swords – Anniversary Edition
En 2011, para la celebración del 25 aniversario de The Legend of Zelda, Nintendo con la ayuda de Greezo relanzó el juego para la DSiWare y Nintendo 3DS como descarga digital, estuvo disponible a la venta por unos cuantos días en la tienda Nintendo DSi y Nintendo eShop, pero fue relanzado nuevamente en 2014 solo para Nintendo 3DS también por tiempo limitado como recompensa tras la victoria de The Legend of Zelda: A Link Between Worlds como mejor videojuego portátil del año.
La principal novedad fue de que ahora era posible jugar de un solo jugador, algo que no se podía en el juego original, además de que el modo multijugador sería inalámbricamente siempre y cuando de 2 a 4 usuarios también tuvieran el juego instalado.
Hay dos nuevas áreas que se pueden desbloquear: el "Reino de los Recuerdos", que presenta niveles similares a los de The Legend of Zelda, A Link to the Past y Link's Awakening, y también la "Prueba del Héroe", que presenta una dificultad mayor.